# Editorial Nueva Frontera
Nueva Frontera fue una editorial de historietas española, fundada por el ítalo-argentino Roberto Rocca en 1977.
Abrió la puerta al boom del cómic adulto español con la publicación casi simultánea de las revistas "Totem", "Bumerang" y "Blue Jeans".
| Título           | Año  | Guionista | Dibujante | Números | Tamaño  |
| ---------------- | ---- | --------- | --------- | ------- | ------- |
| Antea            | 1977 | Varios    | Varios    |         | 17 x 12 |
| Totem            | 1977 | Varios    | Varios    | 73      | 27 x 21 |
| Blue Jeans       | 1977 | Varios    | Varios    | 28      | 27 x 21 |
| Odina            | 1977 | Varios    | Varios    |         | 17 x 12 |
| Totem (extra)    | 1977 | Varios    | Varios    | 21      | 27 x 21 |
| Biblioteca Tótem | 1978 | Varios    | Varios    |         | Varios  |
| Bumerang         | 1978 | Varios    | Varios    | 21      | 27 x 21 |
| Super Tótem      | 1979 | Varios    | Varios    | 25      | 29 x 23 |

Continuó luego con el nombre de New Comic.